# Kożewo
Kożewo (biał. Кожава, ros. Кожево) – wieś na Białorusi, w obwodzie grodzieńskim, w rejonie korelickim, w sielsowiecie Żuchowicze.
Do 1939 leżało w Polsce, w województwie nowogródzkim, w powiecie stołpeckim.